# Campionato messicano di scacchi
Il campionato messicano di scacchi si disputa dal 1973 in Messico per determinare il campione nazionale di scacchi. È organizzato dalla Federazione scacchistica messicana (Federación Nacional de Ajedrez de Mexico A.C.)
In alcuni anni coincideva con la fase di qualificazione per il campionato del mondo FIDE. 
In tal caso assumeva anche la denominazione di torneo sub-zonale 2.3.1.
Da non confondere con il campionato messicano open (Campeonato Nacional Abierto), che si svolge dal 1954, al quale possono partecipare anche giocatori di altri paesi.

## Albo dei vincitori
| Anno | Città             | Vincitore                                   |
| ---- | ----------------- | ------------------------------------------- |
| 1973 | Città del Messico | Mario Campos López [1]                      |
| 1974 | Guanajuato        | Mario Campos López [2]                      |
| 1975 | Città del Messico | Marcel Sisniega                             |
| 1976 | Città del Messico | Marcel Sisniega                             |
| 1977 | Città del Messico | Marcel Sisniega Carlos Escondrillas         |
| 1978 |                   | Alberto Campos Ruíz [3]                     |
| 1979 | Città del Messico | Marcel Sisniega                             |
| 1981 |                   | Kenneth Frey Beckman [4]                    |
| 1982 |                   | Marcel Sisniega                             |
| 1983 | Xalapa            | Kenneth Frey Beckman                        |
| 1984 |                   | Kenneth Frey Beckman                        |
| 1985 |                   | Humberto Morales Moreno                     |
| 1986 | Città del Messico | Kenneth Frey Beckman Rafael Espinosa Flores |
| 1987 | Città del Messico | Jesus Gonzalez Mata                         |
| 1988 | Città del Messico | Marcel Sisniega                             |
| 1989 | Città del Messico | Marcel Sisniega                             |
| 1990 | Villahermosa      | Marcel Sisniega                             |
| 1992 | Città del Messico | Gilberto Hernández [5]                      |
| 1993 | Linares           | Roberto Martín del Campo [6]                |
| 1994 |                   | Gilberto Hernández                          |
| 1995 |                   | Gilberto Hernández                          |
| 1996 |                   | José González García                        |
| 1997 | Morelia           | Roberto Calderín Gonzalez                   |
| 1998 | León              | Alfonso Almeida [7]                         |
| 1999 | Città del Messico | Israel Blanco Sing [8]                      |
| 2000 | Città del Messico | Rafael Espinosa Flores                      |
| 2001 | Pachuca           | Alberto Escobedo Tinajero [9]               |
| 2002 | Città del Messico | Rafael Espinosa Flores [10]                 |
| 2003 | Hermosillo        | Dionisio Aldama Degurnay [11]               |
| 2004 | Pachuca           | Juan Carlos González                        |
| 2005 | Pachuca           | Alberto Escobedo Tinajero                   |
| 2006 | Ciudad Juárez     | Juan Carlos González                        |
| 2007 | Pachuca           | Juan Carlos González [12]                   |
| 2008 | Città del Messico | Rafael Espinosa Flores [13]                 |
| 2009 | Huatulco          | Gilberto Hernández [14]                     |
| 2010 | Città del Messico | Manuel León Hoyos                           |
| 2011 | Tapachula         | Juan Carlos González                        |
| 2012 | Città del Messico | Juan Carlos González [15]                   |
| 2013 | Città del Messico | Juan Carlos González                        |
| 2014 | Città del Messico | Juan Carlos González                        |
| 2015 | Città del Messico | Sergio Morales Garcia [16]                  |
| 2016 | Morelia           | Juan Carlos González [17]                   |
| 2018 | Città del Messico | Juan Carlos González [18]                   |